# Виґода (гміна Слесін)
Виґода (пол. Wygoda) — село в Польщі, у гміні Слесін Конінського повіту Великопольського воєводства.
Населення — 270 осіб (2011).
У 1975-1998 роках село належало до Конінського воєводства.

## Демографія
Демографічна структура станом на 31 березня 2011 року:
|          | Загалом | Допрацездатний вік | Працездатний вік | Постпрацездатний вік |
| -------- | ------- | ------------------ | ---------------- | -------------------- |
| Чоловіки | 130     | 21                 | 95               | 14                   |
| Жінки    | 140     | 29                 | 73               | 38                   |
| Разом    | 270     | 50                 | 168              | 52                   |